# Conger (Gattung)
Conger ist eine Gattung aus der Familie der Meeraale (Congridae). Zu den Arten dieser Gattung zählen einige der größten Aale, die teilweise eine Gesamtlänge von bis zu drei Metern erreichen.

## Merkmale
Conger sind schlangenartige, schuppenlose Fische mit spitzer Schnauze, horizontal abgeflachtem Kopf und vertikal abgeplattetem Schwanz. Das große endständige Maul reicht bis unter das Auge und trägt eine oder zwei Reihen Zähne, wovon die Zähne der äußeren zusammengerückt sind und eine kontinuierliche Schneidekante bilden. Die Kiemenöffnung ist groß. Die Rückenflosse beginnt über oder kurz hinter den Brustflossen. Das Seitenlinienorgan ist gut entwickelt und läuft entlang der ganzen Körperseite mit 30 bis 50 Poren. Der Körper ist einfarbig bräunlich oder dunkelgrau mit hellerem Bauch, nur Conger cinereus kann ein Streifenmuster aufweisen.

## Arten

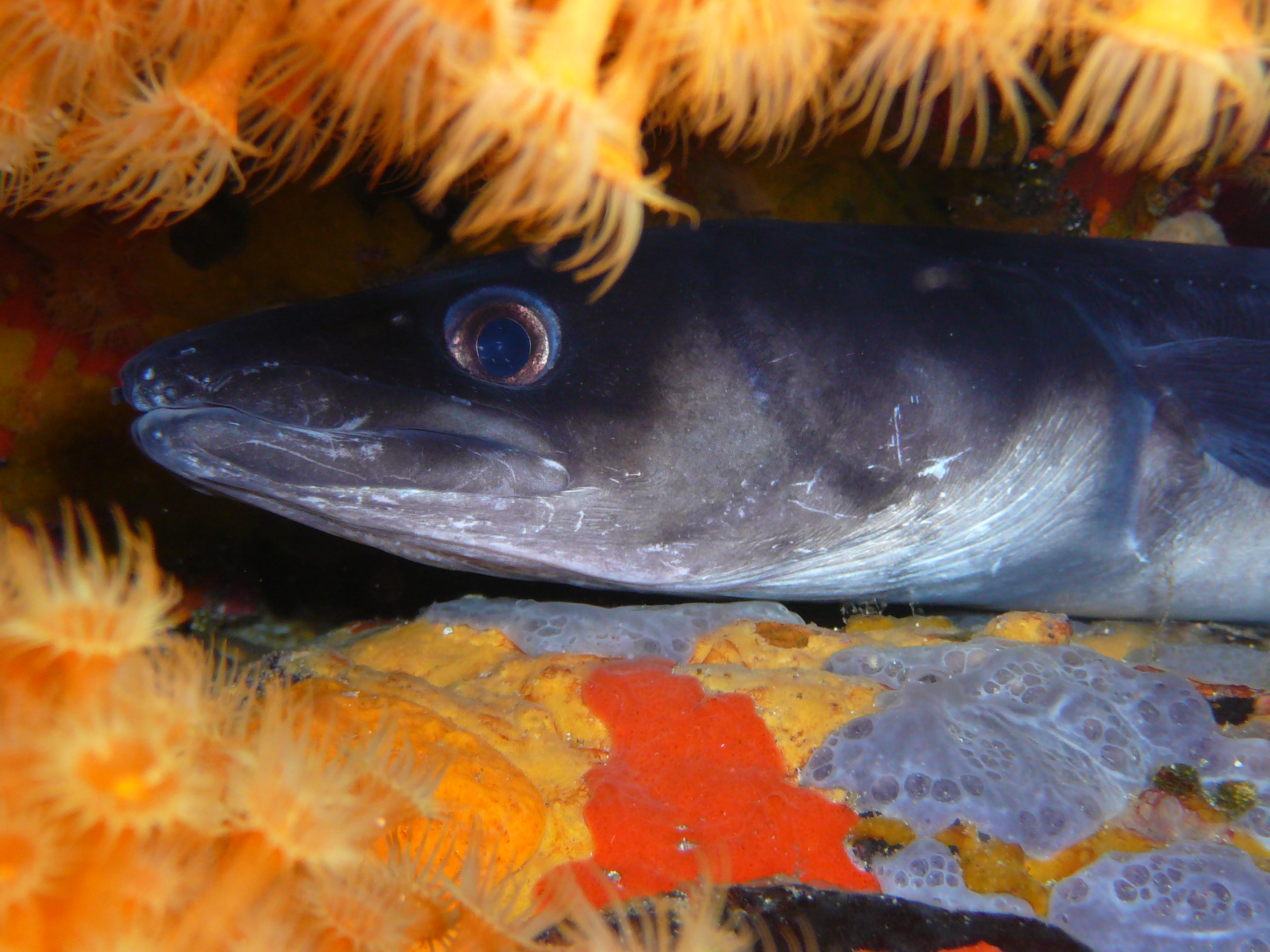
Meeraal (Conger conger)

Die Gattung umfasst 15 Arten
- Conger cinereus
- Meeraal (Conger conger)
- Conger erebennus
- Conger esculentus
- Conger japonicus
- Conger macrocephalus
- Conger melanopterus
- Conger myriaster
- Conger oceanicus
- Conger oligoporus
- Conger orbignianus
- Conger philippinus
- Conger triporiceps
- Conger verreauxi
- Conger wilsoni

## Nachweise
1. ↑  R. H. Kanazawa: A revision of the eels of the genus Conger with descriptions of four new species. In: Proceedings of the United States National Museum. Band 108, 1958, S. 219–267 (englisch, Volltext bei BioStor).
2. ↑  Conger auf Fishbase.org (englisch)